# Deutschland (1916)
Deutschland (od lutego 1917 U-155) − niemiecki podwodny statek handlowy z okresu I wojny światowej, zbudowany w 1916 roku w celu przełamywania brytyjskiej blokady i przeprowadzenia dostaw surowców ze Stanów Zjednoczonych. Po odbyciu dwóch udanych rejsów handlowych został przejęty przez Kaiserliche Marine i od lutego 1917 roku służył jako krążownik podwodny U-155. Po zawieszeniu broni w listopadzie 1918 roku został przekazany Wielkiej Brytanii i w 1922 roku złomowany.

## Projektowanie i budowa
Prowadzona przez Wielką Brytanię blokada ekonomiczna Niemiec spowodowała pod koniec 1915 roku trudności w zaopatrzeniu przemysłu zbrojeniowego w niezbędne, importowane surowce. W związku z tym, zarówno w kręgach rządowych jak i handlowych Cesarstwa, pojawił się pomysł wykorzystania w roli łamaczy blokady jednostek podwodnych. 8 listopada 1915 roku powstało przedsiębiorstwo Deutsche Ozean-Reederei GmbH, którego głównymi udziałowcami były: firma żeglugowa Norddeutscher Lloyd (NDL) i Deutsche Bank, zaś ich udziały gwarantowało państwo. Zadanie projektowania i budowy statku podwodnego zlecono, należącej do koncernu Kruppa stoczni Germaniawerft w Kilonii. Koncern był żywo zainteresowany przełamaniem blokady w handlu ze Stanami Zjednoczonymi, ponieważ od wybuchu wojny nie był w stanie sprowadzić do Niemiec zakupionego tam, niezbędnego do produkcji stali pancernej, niklu. Dlatego też zapadła decyzja o budowie dwóch statków, drugiego na koszt Kruppa.
Prace projektowe nad jednostką, większą od wszystkich budowanych dotąd U-Bootów, prowadził zespół konstruktorów kierowany przez głównego inżyniera Hansa Techla i jego współpracownika Rudolfa Erbacha. Budowę kadłubów sztywnych zlecono stoczni Flensburger Schiffbau, pozostałe prace przeprowadzono w Kilonii. Konstrukcją interesowało się również dowództwo Kaiserliche Marine, nadając jej w swych dokumentach umowne oznaczenie U-200. Wodowanie pierwszego ze statków, który otrzymał nazwę „Deutschland”, odbyło się 28 marca 1916 roku. Jego dowódcą został kapitan żeglugi Paul König. Po okresie prób i usuwania zauważonych usterek, statek został 10 czerwca 1916 roku przekazany swojemu armatorowi.

## Opis konstrukcji
„Deutschland” był jednostką dwukadłubową, o kadłubie sztywnym (wewnętrznym) średnicy maksymalnej 5,8 m i nabudowanym na nim zewnętrznym kadłubie lekkim. Jego długość całkowita wynosiła 65 m, szerokość maksymalna 8,9 m, wyporność w położeniu nawodnym 1510 ton metrycznych, zaś podwodna 1870 ton. Średnie zanurzenie w położeniu nawodnym to 5,3 m. Kadłub był podzielony na dziewięć przedziałów wodoszczelnych. W związku z handlowym przeznaczeniem, wewnątrz kadłuba sztywnego urządzono ładownie, pozwalające przyjąć 510 ton towarów, zaś w obrębie przestrzeni pomiędzy kadłubem sztywnym a lekkim zabudowano zalewane pomieszczenia ładunkowe dla 290 ton kauczuku. Statek posiadał dwa peryskopy.
Do napędu statku wykorzystano dwa silniki wysokoprężne Germania, o mocy po 400 KM, pierwotnie przeznaczone do zabudowania jako napęd generatorów elektrycznych na nieukończonym pancerniku „Sachsen” (typu Bayern). W zanurzeniu jednostkę poruszały dwa silniki elektryczne produkcji Siemens-Schuckertwerke, również o mocy po 400 KM. Maksymalna prędkość nawodna wynosiła 10 węzłów, podwodna 5,5 węzła. Zasięg nawodny przy prędkości ekonomicznej 5,5 węzła to 25 000 mil morskich.

## Rejsy handlowe

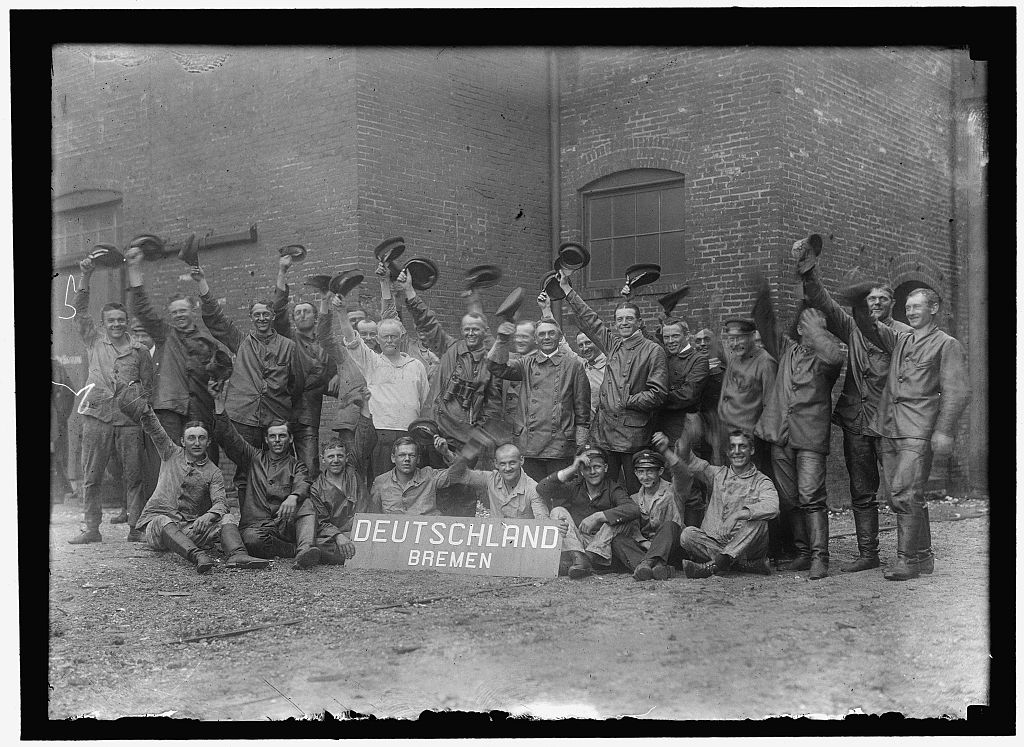
Załoga ”Deutschlanda” w Baltimore

W swój pierwszy rejs do Stanów Zjednoczonych „Deutschland” wypłynął z Kilonii 16 czerwca 1916 roku, 23 czerwca opuścił wody macierzyste. Jego ładunek stanowiły towary o wartości około 4 milionów ówczesnych marek, wiózł również pocztę dyplomatyczną. Załoga, złożona z osób cywilnych, składała się z 28 oficerów i marynarzy. Część z nich miała doświadczenia ze służby na okrętach podwodnych marynarki wojennej. Początkowo portem przeznaczenia miał być Newport News, ostatecznie statek zawinął do Baltimore. Rejs przez Ocean Atlantycki trwał do 9 lipca. W jego trakcie załoga statku przeżyła sztorm, kilkakrotnie uniknęła wykrycia przez patrolujące okręty brytyjskie, niekontrolowane zanurzenie i uderzenie o dno morskie oraz, już w pobliżu wybrzeży Ameryki, huragan.
Dotarcie niemieckiego podwodnego statku handlowego do Baltimore wzbudziło sensację wśród społeczności miasta. Pomimo zacumowania go przy odizolowanym, specjalnie wynajętym nabrzeżu, „Deutschland” i jego załoga byli obserwowani przez przedstawicieli prasy i ciekawskich. Dyplomaci francuscy i brytyjscy złożyli oficjalny protest, domagając się uznania jednostki za okręt wojenny i internowania. Kwestię rozstrzygnęła specjalna komisja marynarki, która po zapoznaniu się z konstrukcją statku uznała żądania za bezpodstawne i taki też werdykt wydała amerykańska komisja do spraw neutralności. Jednocześnie załoga i kapitan König byli fetowani w mieście, 20 lipca burmistrz Baltimore wydał na ich cześć uroczysty obiad, na którym gościł również ambasador Niemiec, hrabia Johann-Heinrich von Bernsdorff. Do końca lipca statek załadowano na drogę powrotną 343 tonami niklu, 83 tonami cyny, 500 kg juty i 350 tonami kauczuku. „Deutschland” zabrał ze sobą również złoto z sejfu transatlantyku „Kronprinzessin Cecilie” linii NDL, który był zacumowany w Bostonie.
Statek odpłynął do Niemiec 1 sierpnia 1916 roku. Po opuszczeniu amerykańskich wód terytorialnych ominął w zanurzeniu okręty brytyjskie, blokujące wyjście na Atlantyk. 23 sierpnia „Deutschland” osiągnął wody macierzyste i dwa dni później wpłynął do portu w Bremerhaven, uroczyście witany przez tłumy. Bilans tego rejsu to 8450 przebytych mil morskich (190 w zanurzeniu) i zysk oceniany łącznie na 30 do 40 milionów dolarów.
Drugi i ostatni rejs handlowy odbył się pomiędzy 11 października a 10 grudnia 1916 roku, pomiędzy Bremą a New London i znów okazał się sukcesem komercyjnym. Podczas wypływania z amerykańskiego portu „Deutschland” zderzył się i zatopił towarzyszący mu holownik, na którym zginęło pięć osób. Z uszkodzonym dziobem statek powrócił na krótki remont do New London i wypłynął, już bez przygód, tydzień później. Przygotowania do trzeciego rejsu zostały przerwane w styczniu 1917 roku, po części na skutek pogorszenia się stosunków Niemiec ze Stanami Zjednoczonymi, których opinia publiczna była wzburzona prowadzoną przez U-Booty nieograniczoną wojną podwodną. Jednocześnie Kaiserliche Marine wykazała zainteresowanie pozyskaniem dużych okrętów podwodnych, dla zwalczania żeglugi brytyjskiej na odległych, niestrzeżonych akwenach.

## Służba wojenna

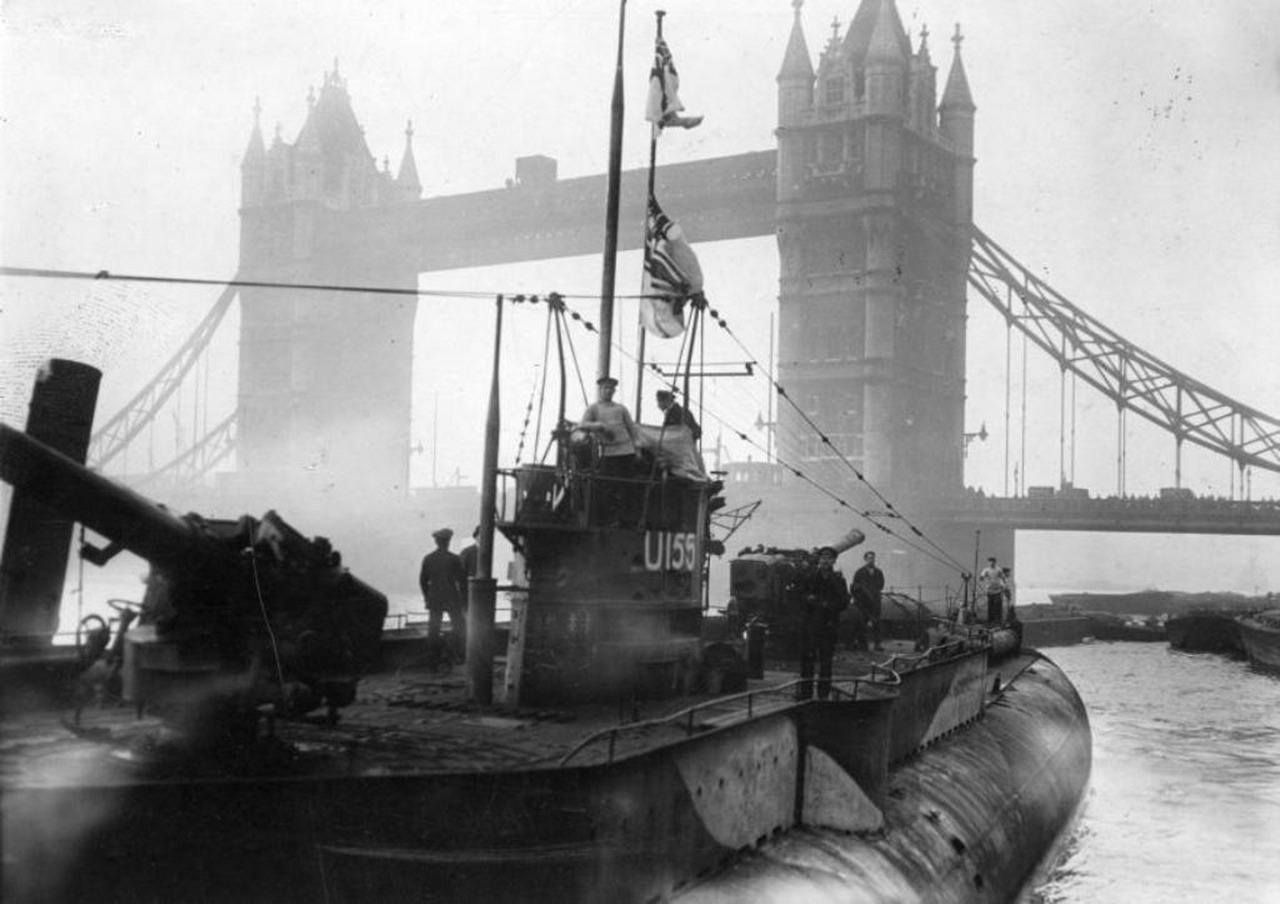
U-155 po zakończeniu wojny na Tamizie w Londynie

Prowadząc wojnę podwodną przeciwko żegludze brytyjskiej, marynarka cesarska zdecydowała się przejąć wszystkie dostępne jednostki. Oprócz już będącego w służbie „Deutschlanda”, budowanych było jeszcze sześć statków tego samego typu, ostatecznie uzbrojonych i wcielonych do służby wojennej jako krążowniki podwodne. „Deutschland”, już jako U-155, otrzymał dwa działa kal. 150 mm, pozyskane ze starego pancernika „Zähringen” oraz sześć wyrzutni torped kal. 500 mm, zamontowanych na pokładzie, skośnie do osi symetrii jednostki. W 1918 roku zmieniono mu wyrzutnie torpedowe na identyczne z pozostałymi okrętami typu: dwie dziobowe kal. 500 mm w kadłubie.
Banderę wojenną na U-155 podniesiono 18 lutego 1917 roku, a w swój pierwszy rejs bojowy, pod dowództwem Kapitänleutnanta Karla Meusela, wypłynął 24 maja tegoż roku. Do powrotu 4 września okręt zatopił, głównie ogniem artyleryjskim lub wysadzając je po opuszczeniu przez załogi, 19 statków o łącznej pojemności 53 306 BRT, ostrzelał instalacje na Azorach i przepłynął 10 220 mil morskich (620 w zanurzeniu). Drugi rejs bojowy, od 14 stycznia 1918 roku, trwał 110 dni a dowódcą był Kapitänleutnant Erich Eckelmann. Prowadzony przez niego U-155 zatopił 23 statki o łącznej pojemności 65 057 BRT. W ostatnim patrolu bojowym okręt prowadził kolejny dowódca, Kapitänleutnant Ferdinand Studt. Po zatopieniu ośmiu kolejnych statków załoga otrzymała rozkaz powrotu do Niemiec w związku z zawieszeniem broni. Zgodnie z jego warunkami 24 listopada 1918 roku U-155 został oddany Brytyjczykom.
Po rozbrojeniu jednostka była eksponowana w Londynie i kilku innych brytyjskich portach, zaś dochód uzyskany od zwiedzających był przeznaczony na wsparcie królewskiego funduszu marynarskiego (King George’s Fund for Sailors). W 1922 roku okręt został złomowany w Morecambe.